# Miljöminister
Miljöminister är den minister i ett lands regering som bland annat ansvarar för miljöpolitik, naturvård och hållbar utveckling. Miljöministern leder ett miljödepartement eller miljöministerium och bistås i detta av en tjänsteman som vanligtvis är politiskt tillsatt och i flera länder innehar titeln statssekreterare. 
I Spanien och Storbritannien ansvarar miljöministern även för jordbrukspolitiska frågor och miljö- och jordbruksministerierna är sammanslagna. I USA har inrikesministern vissa miljöpolitiska uppgifter såsom ansvar för naturvård och nationalparker. Men den egentliga motsvarigheten benämns Administrator of the Environmental Protection Agency som leder Environmental Protection Agency och är, liksom inrikesministern, medlem av USA:s kabinett.
I Europeiska kommissionen är motsvarande ämbete kommissionären med ansvar för miljö. I Europeiska unionens råd möts miljöministrar i formationen Rådet för miljö.

## Olika länders motsvarigheter till miljöminister
| Land           | Minister | Ministerium                                                       |
| -------------- | --- | ----------------------------------------------------------------- |
| Danmark        | Miljøminister | Miljøministeriet                                                  |
| Finland        | Miljöminister | Miljöministeriet                                                  |
| Norge          | Klima- og miljøvernminister | Miljøverndepartementet                                            |
| Spanien        | Ministra de Medio Ambiente y Medio Rural y Marino (Miljö-, landsbygds- och havsminister)                                        | Ministerio de Medio Ambiente y Medio Rural y Marino               |
| Sverige        | Miljöminister | Miljö- och energidepartementet                                    |
| Storbritannien | Secretary of State for Environment, Food and Rural Affairs (Miljö-, livsmedel- och landsbygdsminister)                          | Department for Environment, Food and Rural Affairs                |
| Tyskland       | Bundesminister für Umwelt, Naturschutz und nukleare Sicherheit (Federala minister för miljö, naturskydd och kärnkraftssäkerhet) | Bundesministerium für Umwelt, Naturschutz und nukleare Sicherheit |
| USA            | Secretary of the Interior (Inrikesminister)                                                                                     | Department of the Interior                                        |
| USA            | Administrator of the Environmental Protection Agency                                                                            | Environmental Protection Agency                                   |